# Multiples Pterygium-Syndrom
Mit Multiples Pterygium-Syndrom (Multiple-Pterygien-Syndrom) werden angeborene Erkrankungen mit einer Kombination von zahlreichen ausgeprägten Pterygien (Flügelfellen) mit weiteren Fehlbildungen bezeichnet.
Derzeit werden folgende Formen bzw. Typen unterschieden:

## Autosomal-rezessives Multiples Pterygium-Syndrom
Diese Form geht mit Fehlbildungen der Finger wie Kamptodaktylie und Syndaktylie einher.
Synonyme sind:
- Multiples Pterygium-Syndrom, Nonletaler Typ
- Escobar-Variante
- Escobar variant of multiple pterygium syndrome (EVMPS)
- Pterygium-Syndrom
- Pterygium colli-Syndrom
- Pterygium universale[2]

Diese Erkrankung wurde erstmals 1902 von J. A. Bussière beschrieben, die Festlegung als eigenständiges Syndrom erfolgte 1978 durch den amerikanischen Humangenetiker Victor Escobar, nach dem sie auch als Escobar-Syndrom bezeichnet wird.

### Epidemiologie
Die Vererbung erfolgt autosomal-rezessiv.

### Klinik
Diagnostische Kriterien sind:
- Gesichtsdysmorphie mit Ptosis, nach unten außen verlaufende Lidachsen, Telekanthus, prominente Nasenwurzel, tiefer Nackenhaaransatz, enger Gehörgang, Mikrogenie
- Kleinwuchs, Schwerhörigkeit
- Pterygien an diversen Stellen, insbesondere Hals, Achsel, antekubital, popliteal, an den Fingern, zwischen Kinn und Brustbein; Kamptodaktylie, Klumpfuß, partielle Syndaktylien, Skoliose mit Wirbelkörperfehlbildungen, Rippenanomalien
- Genitalfehlbildungen, Fehlen der kleinen Schamlippen, Kryptorchismus
- abnorme Dermatoglyphen mit vermindert ausgebildeten Handfurchen[4][5]

### Differentialdiagnose
Abzugrenzen ist das Frias-Syndrom.

## Popliteales Pterygium-Syndrom, letaler Typ
Bei diesem Typ bestehen die Pterygien lediglich in den Kniekehlen.
Synonyme sind:
- Letales Popliteales Pterygium-Syndrom
- Bartsocas-Papas-Syndrom (BPS)
- Multiples Pterygium-Syndrom Typ Aslan

Die Eigennamen beziehen sich auf Beschreibungen von 1972 beziehungsweise von 2000.

### Ursache
Der Erkrankung liegen Mutationen im CHUK-Gen auf Chromosom 10 Genort q24.31 zugrunde, welches für eine Komponente des NF-κB kodiert.
Erkrankungen in diesem Gen finden sich auch bei der Fetalen Einkapselung (Cocoon-Syndrom).

### Klinik
Klinisch finden sich multiple Flügelfelle in den Kniekehlen, verklebte Lidspalte nach der Geburt (Ankyloblepharon), Lippen-Kiefer-Gaumenspalte und Syndaktylien.

### Prognose
Die Lebenserwartung ist gering, allerdings gibt es Berichte über das Erreichen des Kindes- und Jugendlichenalters.

## Autosomal-dominantes Multiples Pterygium-Syndrom

### Epidemiologie
Die Häufigkeit wird mit unter 1 zu 1.000.000 angegeben, die Vererbung erfolgt autosomal-dominant.

### Klinik
Die klinischen Auffälligkeiten umfassen Ptosis und ausgeprägte Skoliose, scheinen aber variabel zu sein: in leichteren Formen mit Ähnlichkeiten mit der Distalen Arthrogrypose Typ IIb, in schwereren Formen mehr dem Escobar-Syndrom entsprechend.

## Multiples Pterygium-Syndrom Typ Frias
Kombination mit Ptosis und Skelettanomalien, jedoch kein Minderwuchs.
Möglicherweise identisch mit vorstehendem Autosomal-dominanten Multiplen Pterygium-Syndrom.
Synonym: Frias-Syndrom

### Epidemiologie
Die Vererbung erfolgt autosomal-dominant.

## Letales Multiples Pterygium-Syndrom
Bei diesem heterogenen Syndrom finden sich multiple Pterygien mit Einschränkung der Beweglichkeit kombiniert mit Fehlbildungen an Schädel, Hals, Gesicht, Wirbeln und Genitalien.

### Epidemiologie
Die Häufigkeit wird mit unter 1 zu 1.000.000 angegeben, die Vererbung erfolgt autosomal-rezessiv oder X-chromosomal-rezessiv. Bislang wurden verschiedene Gendefekte beschrieben.

### Klinik
Klinisch auffällig sind zahlreiche Pterygien an verschiedenen Lokalisationen mit Beugekontrakturen, die an eine Arthrogryposis erinnern, ein bereits bei der Geburt bestehender Minderwuchs, Ödemneigung von Unterhautödemen bis fetalem Hydrops reichend sowie Gesichtsfehlbildungen wie Hypertelorismus, Epikanthus,
flache Nasenwurzel, Mikrostomie.
Je nach den knöchernen Veränderungen im Röntgenbild können zwei Formen unterschieden werden mit Fusionen der Dornfortsätze der Wirbelkörper oder mit Fusionen der langen Röhrenknochen.

### Differentialdiagnose
Differentialdiagnostisch muss die fetale Akinesie-Sequenz (Pena-Shokeir-Syndrom I) abgegrenzt werden.

## Letales X-chromosomales Multiples Pterygium-Syndrom
Synonym: Multiples Pterygium-Syndrom, X-Linked
Für diese Form sind bislang lediglich wenige Beobachtungen erfolgt.